# Dispepsia
La dispepsia, también llamada indigestión o empacho,  es un síndrome gastrointestinal muy común que se define por la presencia de malestares agudos, crónicos o recurrentes localizados en el epigastrio, entre los que se incluyen síntomas como dolor, ardor, distensión, saciedad precoz, plenitud, eructos, náuseas o vómitos, que puede darse en forma continua por varios días/semanas o de forma intermitente. 
Puede tratarse de una manifestación de una enfermedad orgánica subyacente (dispepsia secundaria) o no tener una causa evidente (dispepsia funcional o idiopática). No obstante, una revisión sistemática con metaanálisis de 2018 demuestra que en la dispepsia funcional existe una micro-inflamación en el estómago y el duodeno (primera porción del intestino delgado). Esto implica que funcional no significa ausencia de patología orgánica. De manera rutinaria, no se realizan estudios histológicos que evalúen la presencia de micro-inflamación, por lo que esta pasa desapercibida y el tratamiento solo se centra en aliviar síntomas con fármacos, sin buscar la causa. En una parte de las personas, esta microinflamación está causada por alteraciones de la flora intestinal, reacciones frente a proteínas de los alimentos (principalmente el gluten) e infecciones.

## Clasificación
Se clasifica en tres tipos:
- Dispepsia no investigada: la padecen todos los pacientes con síntomas en los que no se ha realizado procedimiento diagnóstico o no se ha hecho un diagnóstico concreto.
- Dispepsia orgánica o secundaria: se refiere a aquella que padecen pacientes sintomáticos en los cuales se han encontrado lesiones estructurales, o enfermedades sistémicas que explican los síntomas.
- Dispepsia funcional o idiopática: pacientes investigados, pero en los que no se encuentran lesiones estructurales o enfermedades detectables. Esta a su vez se divide en síndrome de distres postprandial y síndrome de dolor epigástrico.[3][11]

## Epidemiología.
La dispepsia afecta a una de cada cinco personas en el mundo –21 %–. De ellos, un 40 % busca ayuda en un servicio de atención primaria de salud.
Sin embargo, esta cifra diverge entre países y por la definición utilizada, así, en México la dispepsia no investigada varía entre un 7 a un 68 % de la población (12 % en el estudio más grande). Según estudios europeos y asiáticos, la dispepsia funcional tiene una prevalencia entre un 11 a 23 %. En India sería de un 30 %. En general, entre un 20 a un 30 % de la población general habría presentado síntomas de dispepsia durante los últimos seis meses.
La dispepsia es más prevalente en mujeres, jóvenes, fumadores, usuarios de antiinflamatorios no esteroideos pacientes con infección por Helicobacter pylori y pacientes con morbilidad psiquiátrica.

## Etiología
La dispepsia puede ser la manifestación de diversas enfermedades o no tener una causa evidente. En alrededor del 50 al 70 % de los pacientes con dispepsia no se puede determinar una causa orgánica definida.

### Dispepsia secundaria
Las causas orgánicas más frecuentes de la dispepsia son:
- Infección por Helicobacter pylori
- Úlcera péptica
- Cáncer gastrointestinal
- Cálculos de la vía biliar
- Enfermedad pancreática, incluido el cáncer pancreático

### Dispepsia funcional
La dispepsia funcional se define por la presencia de sensación de plenitud, dolor o ardor epigástrico, sin evidencia de enfermedades orgánicas, metabólicas o sistémicas que expliquen su presencia. Sus mecanismos fisiopatológicos son múltiples e incluyen motilidad alterada, hipersensibilidad visceral, factores alimentarios, genéticos, alérgicos, postinfecciosos, inflamatorios y psicosociales. Se clasifica dentro de los trastornos digestivos funcionales.
Las gastroenteritis aumentan el riesgo de desarrollar dispepsia crónica. Se cree que las causas subyacentes son similares a las del síndrome del intestino irritable post-infeccioso y que pueden representar diferentes aspectos de la misma fisiopatología.
El trigo y las grasas pueden ser causa de los síntomas de la dispepsia funcional, y su reducción o retirada de la dieta puede aliviarlos.
El papel de la Helicobacter pylori en la dispepsia funcional es controvertido y no se ha establecido una relación causal clara.

## Patogenia
Hay una acumulación de evidencia que relaciona infecciones y tipos de comida con la patogenia de la dispepsia, pero en definitiva no se entiende con exactitud los mecanismos subyacentes.
Con frecuencia existe inflamación duodenal microscópica o de bajo grado en personas con dispepsia funcional sin gastroenteritis previa documentada. Esta inflamación puede provocar anomalías motoras y sensoriales.
Tanto las alteraciones de la flora intestinal como las reacciones frente a alimentos (principalmente el gluten y las proteínas de la leche de vaca) parecen desempeñar un papel fundamental.
En general, los trastornos digestivos funcionales pueden asociarse con alteraciones en la interacción entre el cerebro y el intestino (eje cerebro-intestino) lo cual genera síntomas a partir de los siguientes factores: motilidad alterada, hipersensibilidad visceral, alteraciones de la mucosa, de la inmunidad y de la microbiota intestinal, así como del procesamiento en el sistema nervioso central.

## Cuadro clínico
La dispepsia no investigada suele presentarse con malestares crónicos y recurrentes en el epigastrio, donde el componente principal es el dolor de al menos un mes de evolución, y que puede acompañarse de síntomas como ardor, distensión, saciedad precoz, plenitud, eructos, náusea o vómito.

## Diagnóstico
Ni la impresión clínica del médico, ni los síntomas, ni los antecedentes, ni los factores de riesgo, ni los datos demográficos del paciente permiten distinguir entre una dispepsia secundaria a una enfermedad orgánica y una dispepsia funcional.
El diagnóstico inicial de dispepsia puede hacerse utilizando los criterios de Roma IV, que permiten establecer el diagnóstico de dispepsia funcional si están presentes los siguientes síntomas: plenitud posprandial, saciedad temprana, dolor epigástrico, o ardor epigástrico; descartando una enfermedad orgánica mediante una endoscopia gastrointestinal alta que pueda explicarlos. En la práctica diaria, los médicos limitan la realización de la endoscopia a determinados casos concretos, siguiendo directrices clínicas basadas en la edad, la presencia de síntomas de alarma de malignidad y costo-efectividad. Una revisión de 2018 concluye que estos criterios están sustentados en evidencias de baja o, como mucho, moderada calidad.

### Pruebas de laboratorio
En pacientes menores de 60 años, en los cuales el cáncer gástrico es raro, se pueden solicitar exámenes de laboratorio para el diagnóstico de infección por Helicobacter pylori.
En pacientes mayores de 60 años se deben incluir laboratorios de biometría hemática, electrolitos, enzimas hepáticas, calcio y pruebas de función tiroidea.

### Endoscopia
La endoscopia gastrointestinal alta es el estudio de elección para poder diagnosticar enfermedades que causan dispepsia. En ella puede encontrarse úlcera duodenal, esofagitis erosiva, enfermedad celíaca o cáncer gástrico, entre otras patologías.
Las guías clínicas internacionales limitan su realización por criterios de costo-efectividad a personas mayores de 55 o 60 años con riesgo de cáncer gástrico, en sujetos menores de esta edad que tengan signos de alarma relacionados con sospecha de cáncer y en toda persona de cualquier edad cuyos síntomas no respondan al tratamiento inicial.
Cuando se realiza una endoscopia se debe considerar la toma de muestras, puesto que es prioritario obtener la mayor información posible durante el procedimiento. Las biopsias sirven para establecer el diagnóstico definitivo en algunos pacientes y para proporcionar información adicional en otros casos. Los criterios incluyen coger biopsias de cuerpo y antro gástrico para detección de Helicobacter pylori, considerar la obtención de biopsias duodenales y no tomar muestras de forma sistemática en el esófago. Sin la toma de biopsias duodenales y su estudio histológico, no es posible identificar la mayor parte de casos de celiaquía, pues en muchos pacientes la mucosa intestinal parece normal a simple vista.

### Diagnóstico diferencial
Debe de diferenciarse de enfermedad por reflujo gastroesofágico, colelitiasis, gastropatía diabética, enfermedad celíaca, sensibilidad al gluten no celíaca, alergia a las proteínas de la leche, entre otros.

## Tratamiento

### Tratamiento empírico
El tratamiento empírico con inhibidores de la bomba de protones se recomienda en pacientes menores de 60 años y en quienes no tienen signos de alarma que tienen una prueba negativa para Helicobacter pylori.
Para pacientes con una prueba positiva para H. pylori, el tratamiento antimicrobiano mejora la dispepsia secundaria por úlcera gástrica y en menor medida (menos del 10 %) la dispepsia funcional. Aquellos que continúan con síntomas de dispepsia posterior a la erradicación de H. pylori pueden recibir tratamiento antisecretor.

### Tratamiento para la dispepsia funcional
En la práctica clínica se usan a menudo proquinéticos como la domperidona, la cisaprida, la eritromicina y la metoclopramida; sin embargo, sus efectos son limitados y los efectos adversos han restringido su uso.
El tratamiento con inhibidores de la bomba de protones puede beneficiar hasta al 10 % de los pacientes.[cita requerida]
Las reacciones a alimentos pueden causar o empeorar los síntomas. Debido a la asociación de la dispepsia con la sensibilidad al gluten no celíaca, el tratamiento dietético puede ser beneficioso. La dieta sin gluten, seguida durante 18 meses, en personas con síntomas de dispepsia y endoscopia dentro de la normalidad, ha demostrado un alivio de los síntomas en el 92 % de los pacientes.
La rifaximina ha demostrado ser efectiva en hasta en un 79 % de personas. Su efecto podría estar relacionado con su impacto sobre la flora intestinal.
Los antidepresivos tricíclicos pueden ayudar a la mejoría al moderar la sensibilidad visceral aferente, sobre todo en quienes el principal síntoma es el dolor epigástrico.
El uso de complejos multienzimáticos, con amilasa, proteasa, celulasa, lactasa y lipasa, puede ayudar en el alivio sintomático de la dispepsia funcional.
En China, se han usado los gránulos Qi-Zhi-Wei-Tong, compuestos de seis tipos de hierbas: Bupleurum chinense, Corydalis yanhusuo, Citrus aurantium, Cyperus rotundus, Paeonia lactiflora y Glycyrrhiza glabra con resultados positivos.